# Тауэр
Та́уэр (с англ. — «башня, крепость»), Лондонский Тауэр (англ. His Majesty's Royal Palace and Fortress, The Tower of London) — крепость, стоящая на северном берегу Темзы, исторический центр Лондона, одно из старейших сооружений Англии и один из главных символов Великобритании, занимающий особое место в истории английской нации. Как писал принц Филипп, герцог Эдинбургский в своей книге, посвященной 900-летию Тауэра, «за свою историю Лондонский Тауэр был крепостью, дворцом, хранилищем королевских драгоценностей, арсеналом, монетным двором, тюрьмой, обсерваторией, зоопарком, местом, привлекающим туристов».

## Основание
Основание крепости Тауэр приписывается Вильгельму I. После нормандского завоевания Англии Вильгельм I принялся возводить оборонительные замки для устрашения покорённых англосаксов. Одним из самых больших в 1078 году стал Тауэр. Деревянный форт заменили громадной каменной постройкой — Великим Тауэром, представляющим собой четырёхугольное сооружение размерами 32 х 36 метров, высотой около 30 метров. Когда позднее новый король Англии приказал побелить здание, оно получило название Белый Тауэр (White Tower), или Белая башня. Впоследствии, при короле Ричарде Львиное сердце, были возведены ещё несколько башен различной высоты и два ряда мощных крепостных стен. Вокруг крепости был вырыт глубокий ров, делающий её одной из самых неприступных крепостей в Европе.

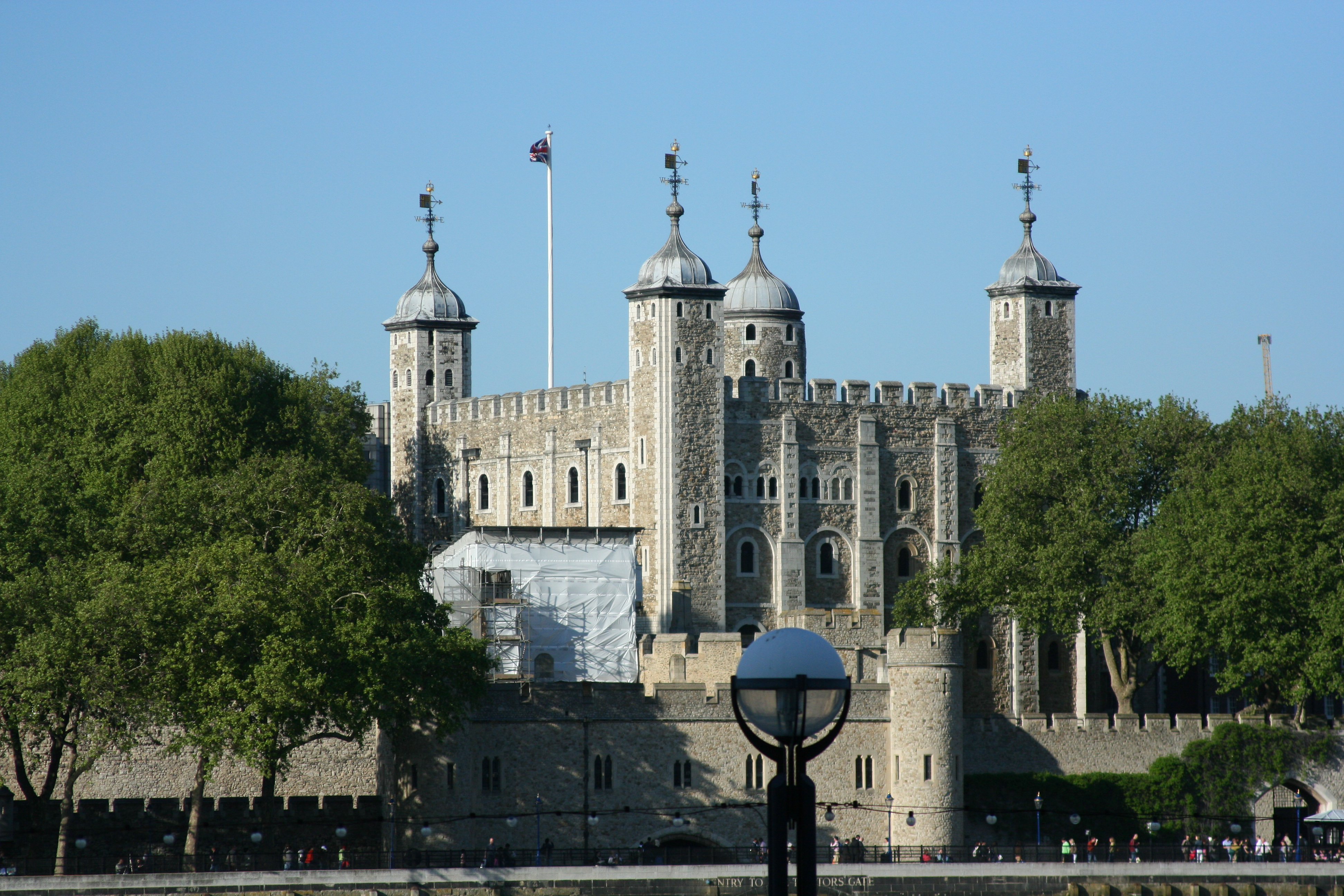
Тауэр

## Государственная тюрьма

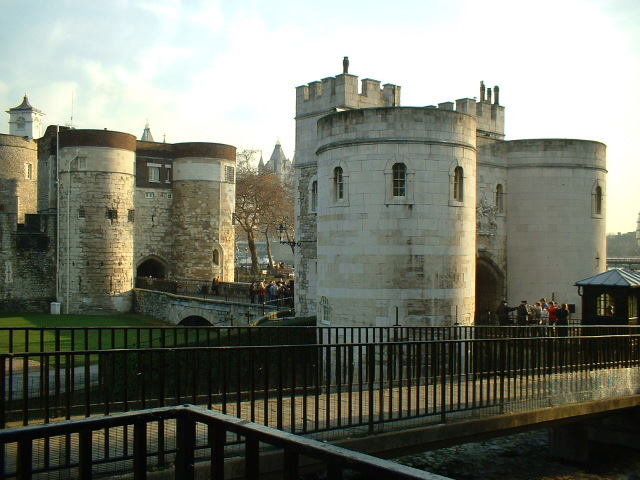
Высохший ров перед Средней башней

Первого узника заточили в Тауэр в 1190 году. В то время Тауэр-тюрьма предназначалась для людей благородного происхождения и высокого звания. Среди наиболее почетных и высокопоставленных узников Тауэра были короли Шотландии и Франции и члены их семей (Яков I Шотландский, пленники Столетней войны король Франции Иоанн II и Карл Орлеанский), а также представители аристократии и священники, впавшие в опалу по обвинению в измене. Стены Тауэра также помнят немало казней и убийств: в Тауэре были убиты Генрих VI, а также тауэрские принцы, 12-летний Эдуард V и его младший брат Ричард.
Узников содержали в тех помещениях, которые на тот момент не были заняты. Сроки заключений были самыми разными. Так, Уильям Пенн, основатель английской колонии в Северной Америке, получившей название Пенсильвания, был посажен в Тауэр за религиозные убеждения и провел в Тауэре восемь месяцев. Карл, герцог Орлеанский, племянник французского короля и выдающийся поэт, после поражения в битве провел в стенах замка в общей сложности 25 лет, пока за него не выплатили неимоверный выкуп. Придворный Уолтер Рэли, мореплаватель, поэт и драматург, пытался скрасить 13 тоскливых лет заключения, работая над многотомным трудом «История мира». После своего временного освобождения он вновь был заточен в Тауэр и затем казнен.
Репутацию зловещего места пыток Тауэр приобрел во времена Реформации. Генрих VIII, одержимый желанием иметь сына-наследника, разорвал всякие отношения с Римско-католической церковью и начал преследовать всех, кто отказывался признать его главой Церкви Англии. После того, как вторая жена Генриха, Анна Болейн, не смогла родить ему сына, король обвинил её в предательстве и супружеской измене. В итоге Анна, её брат и четверо других особ были обезглавлены в Тауэре. Та же участь постигла Кэтрин Говард, пятую жену Генриха. Немало особ королевского рода, представлявших угрозу английскому престолу, были препровождены в Тауэр и затем казнены.
Взошедший на престол юный сын Генриха, протестант Эдуард VI, продолжил серию жестоких казней, начатую его отцом. Когда через шесть лет Эдуард умер, английская корона досталась дочери Генриха — Марии, ревностной католичке. Не теряя времени, новая королева приказала обезглавить 16-летнюю леди Джейн Грей и её молодого супруга Гилфорда Дадли, которые оказались пешками в ожесточённой борьбе за власть. Теперь настало время протестантам сложить голову. Елизавета, единокровная сестра Марии, провела в стенах Тауэра несколько тревожных недель. Однако, став королевой, она расправилась с теми, кто отказался изменить католической вере и дерзнул противиться её правлению. 

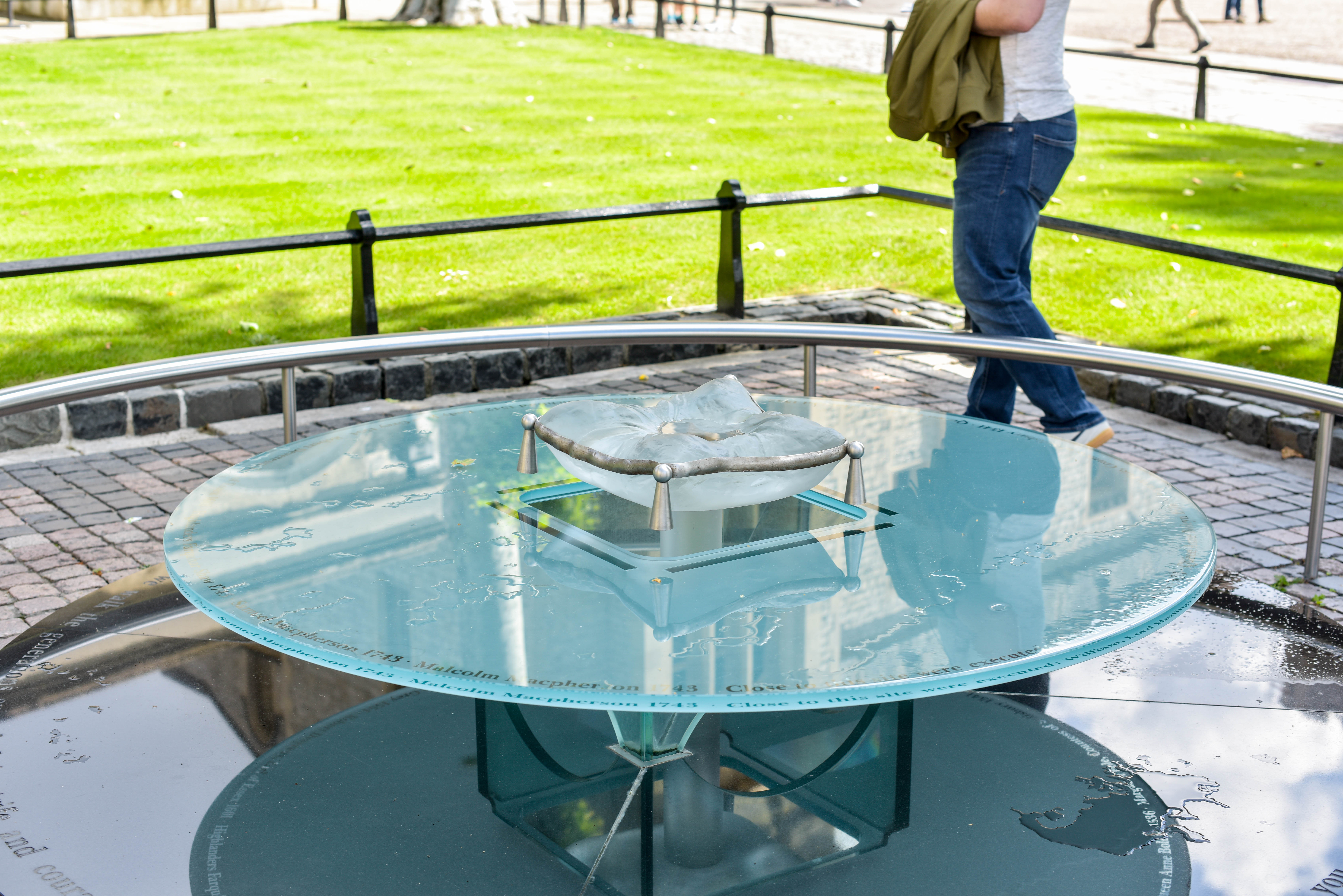
Памятник казнённым в Тауэре, открыт в 2006 году (автор — Брайан Кэтлинг). На нём перечислены имена Уильяма Гастингса, Анны Болейн, Маргарет Поул, Джейн Болейн, Екатерины Говард, Джейн Грей, Роберта Деверё, графа Эссекса, а также трёх солдат Чёрной стражи, казнённых по обвинению в мятеже в 1743 году. Надпись на памятнике гласит: Милый посетитель, остановись; там, где ты стоишь, смерть отняла свет многих дней. Тут славные имена были исключены из потока жизни, пусть они покоятся с миром, тогда как мы поколение за поколением проходим мимо их борьбы и мужества под этими беспокойными небесами.

Хотя в Тауэр были брошены тысячи заключённых, лишь пять женщин и двое мужчин были обезглавлены на территории крепости, что спасло их от позора публичной казни. Трое из этих женщин были королевами — это Анна Болейн, Кэтрин Говард и Джейн Грей, продержавшаяся на престоле лишь девять дней. Большая часть других казней — в основном обезглавливание — происходила на расположенном неподалёку Тауэрском холме, куда стекались огромные толпы любителей подобных зрелищ. Отсеченную голову надевали на кол и выставляли на всеобщее обозрение на Лондонском мосту в качестве предупреждения для остальных. Обезглавленное же тело увозили в Тауэр и хоронили в подвалах часовни. В этих подвалах было погребено в общей сложности более 1 500 тел.
В некоторых случаях, как правило, лишь с официального разрешения, узников пытали, заставляя признать свою вину. В 1605 году Гай Фокс, пытавшийся взорвать здание парламента и короля во время Порохового заговора, был вздёрнут перед казнью на тауэрскую дыбу, что вынудило его назвать имена своих сообщников.
В XVII веке Англия и Тауэр на какое-то время оказались в руках Оливера Кромвеля и парламентариев, но, после того как на трон был вновь возведен Карл II, тауэрская тюрьма особенно не пополнялась. В 1747 году на Тауэрском холме произошло последнее обезглавливание. Однако, на этом история Тауэра как государственной тюрьмы не закончилась. Во время Первой мировой войны в Тауэр были заключены и расстреляны 11 немецких шпионов. В период Второй мировой войны там временно содержались военнопленные, среди которых несколько дней провёл и Рудольф Гесс. Последней жертвой, казненной в стенах крепости, стал Йозеф Якобс, обвиненный в шпионаже и расстрелянный в августе 1941 года. Последними заключёнными Тауэра стали гангстеры, близнецы Крэй в 1952 году.

## Зоопарк, монетный двор и королевский арсенал
В начале XIII века Иоанн Безземельный содержал в Тауэре львов. Однако королевский зверинец возник, когда преемник Иоанна Генрих III получил в подарок от зятя и императора Священной Римской империи Фридриха II Гогенштауфена трёх леопардов, белого медведя от норвежского короля Хакона IV и слона от французского короля Людовика IX. Хотя животных держали на потеху короля и его свиты, однажды весь Лондон стал очевидцем уникального зрелища, когда медведь на привязи бросился в Темзу, чтобы поймать рыбу. Со временем зверинец пополнился ещё бо́льшим числом экзотических животных и во времена Елизаветы I был открыт для посетителей. В 1830-е годы зоопарк в Тауэре упразднили, а животных перевезли в новый зоопарк, открывшийся в лондонском Риджентс-парке.
Более 500 лет в Тауэре находилось главное отделение Королевского монетного двора. Один из его самых бурных периодов пришёлся на правление Генриха VIII, когда монеты чеканили из серебра, реквизированного из разрушенных монастырей. Кроме того, в Тауэре хранились важные государственные и юридические записи, а также изготовлялось и хранилось оружие и военное снаряжение короля и королевской армии.

## Дворцовые стражи и королевские регалии

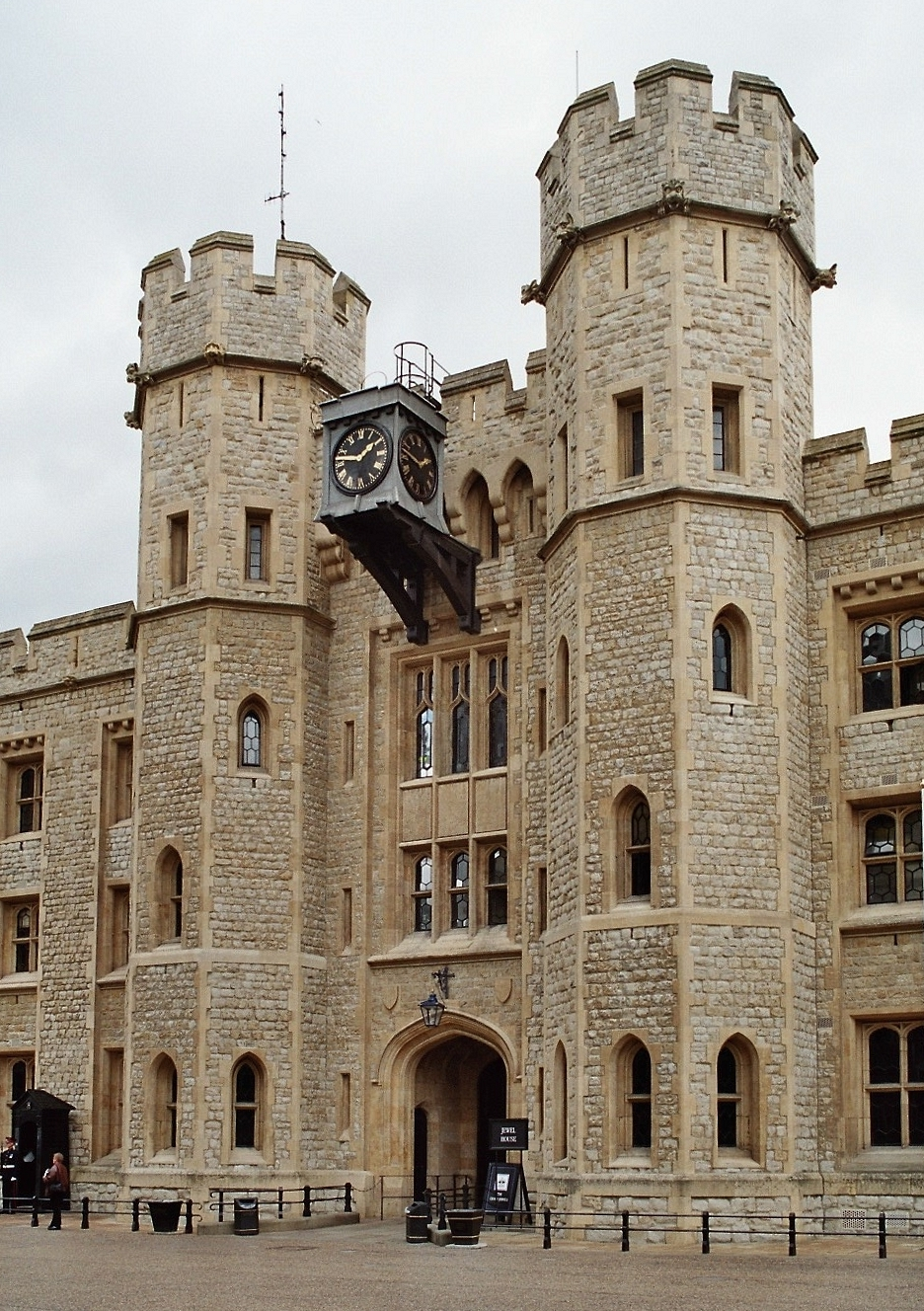
Вход в хранилище королевских драгоценностей

С самого основания Тауэра его узники и здания тщательно охранялись. Но особо подобранные дворцовые стражи появились в 1485 году. В те дни заключённых часто привозили по реке и вводили в Тауэр через «Ворота изменников». Когда обвиняемого вели с судебного разбирательства, наблюдатели следили за тем, куда был обращён топор тюремного стража. Лезвие, направленное на заключённого, предвещало очередную казнь.
Дворцовые стражи охраняют Тауэр и по сей день. Сегодня в их обязанности также входит проведение экскурсий для многочисленных посетителей. В особо торжественных случаях они облачаются в роскошные костюмы времён династии Тюдоров: алые камзолы, отделанные золотом и увенчанные белоснежными плоёными воротниками. В обычные же дни они одеты в тёмно-синие с красной отделкой мундиры Викторианской эпохи. Английских стражей нередко называют бифитерами (от англ. beef — говядина, eat — есть), или мясоедами. Это прозвище, вероятнее всего, появилось во времена голода, когда лондонцы недоедали, а дворцовая стража регулярно получала паек говяжьего мяса. Этим английская корона обеспечивала себе надёжную охрану.
Дворцовый «рейвенмастер», или Смотритель воронов, заботится о стае чёрных воронов. Существует поверье, что, если птицы покинут Тауэр, на Англию обрушится несчастье, поэтому в целях предосторожности им подрезали крылья.
Смотрители королевской сокровищницы охраняют знаменитые драгоценности Британской империи. Для посетителей сокровищница открыта с XVII века. Среди драгоценных камней, украшающих короны, державы и скипетры, которыми до сих пор пользуются члены королевской семьи во время торжественных церемоний, можно увидеть самый крупный в мире гранёный бриллиант высокого качества Куллинан I.

## Современный облик
Сегодня лондонский Тауэр — одна из главных достопримечательностей Великобритании. Он практически не изменился со времен прошлого. Символом зловещего прошлого Тауэра служит место, где ранее находился эшафот Тауэрского холма. Сейчас там установлена небольшая мемориальная доска в память о «трагической судьбе и подчас мученичестве тех, кто во имя веры, родины и идеалов рисковал жизнью и принял смерть».
В настоящее время основные здания Тауэра — музей и оружейная палата, где хранятся сокровища британской короны; официально продолжает считаться одной из королевских резиденций. В Тауэре имеется также ряд частных квартир, в которых проживает в основном обслуживающий персонал и высокие гости.